# Kamehameha IV van Hawaï
Kamehameha IV (Honolulu, 9 februari 1834 - aldaar, 30 november 1863) was van 11 januari 1855 tot 30 november 1863 de vierde koning van Hawaï. Hij werd geboren onder de naam Alexander Liholiho Iolani als zoon van Mataio Kekuanaoa, gouverneur van Hawaï, en Kinau, de premier. Hij was een kleinzoon van de eerste Hawaïaanse monarch Kamehameha de Grote en werd als kleuter geadopteerd door zijn oom Kamehameha III en aldus troonopvolger.
Alexander werd opgeleid door protestantse missionarissen op de Koninklijke School van Honolulu. De adviseurs van Kamehameha III achtten het wenselijk dat de troonopvolger veel zou reizen in zijn jeugd. Onder supervisie van dr. Gerrit P. Judd voeren Alexander en zijn broer Lot in september 1849 naar San Francisco. Na door Californië gereisd te zijn gingen ze naar Panama, Jamaica, New York en Washington D.C.. Ze reisden ook door Europa en ontmoetten verschillende staatshoofden. In mei 1850 gingen ze vanuit Engeland naar de Verenigde Staten om daar een tijdje te verblijven.

## De troon
Toen Alexander terugkeerde van zijn reis werd hij minister in het kabinet van de koning. Hier deed hij de ervaring op die hij als koning nodig zou hebben. Hij studeerde ook verschillende vreemde talen en maakte zichzelf vertrouwd met de traditionele Europese sociale normen waarnaar het Hawaïaanse koninkrijk was gemodelleerd. Na de dood van Kamehameha III op 11 januari 1855 werd Alexander op 20-jarige leeftijd koning Kamehameha IV. Een jaar later trouwde hij met Emma Rooke. Koningin Emma was een achter-achternicht van Kamehameha de Grote en de kleindochter van John Young, zijn Britse adviseur. Het paar kreeg één kind, prins Albert. Zijn peetmoeder was koningin Victoria van het Verenigd Koninkrijk. Op 4-jarige leeftijd stierf Albert echter.

## Regering
Onder Alexanders regering groeide de Amerikaanse bevolking op Hawaï sterk. Ze begonnen grote economische en politieke druk op het koninkrijk uit te oefenen. Alexander was bang dat de Verenigde Staten zijn land wilden veroveren. Om de Amerikaanse invloed te verkleinen sloot hij overeenkomsten met de verschillende Europese overheden. Echt helpen deed het echter niet.
In 1852 werd er een grondwet aangenomen die de macht van de koning inperkte.
Alexander en Emma deden veel om de kwaliteit van de gezondheidszorg en het onderwijs te verbeteren. Ze waren bang dat buitenlandse ziekten zoals lepra en influenza het aantal Hawaiianen zou decimeren. In 1855 maakte hij een ambitieus plan voor de gezondheidszorg bekend waarin onder andere openbare ziekenhuizen en bejaardentehuizen zouden worden gebouwd. Het werd echter afgewezen. Alexander en Emma probeerden vervolgens het benodigde geld van particuliere geldschieters bijeen te krijgen. Dit was een overweldigend succes en het paar bouwde het Queen's Hospital, heden ten dage een van de meest geavanceerde ziekenhuizen ter wereld. Ook zamelden ze geld in voor het bouwen van een leprozenkliniek op het eiland Maui.
Alexander stierf op 30 november 1863 aan chronische astma en werd opgevolgd door zijn broer die de naam Kamehameha V aannam. Emma bleef actief in de politiek. Na het einde van de Kamehameha-dynastie en de kinderloze dood van de nieuwe koning Lunalilo probeerde ze vergeefs weer koningin te worden. David Kalakaua werd de nieuwe koning in 1874.